# Anderson Bruford Wakeman Howe (álbum)
Anderson Bruford Wakeman Howe é o único álbum de estúdio gravado pela banda de rock progressivo inglês Anderson Bruford Wakeman Howe, lançado em 20 de junho de 1989  pela Arista Records.

## Faixas
Todas as faixas escritas por Anderson, Howe, Wakeman e Bruford. Créditos de escrita adicionais são mostrados abaixo.
| N.º | Título              | Compositor(es)                                    | Produtor(es)     | Duração |  |
| 1.  | "Themes"            | ABWH                                              |                  | 5:58    |  |
| 2.  | "Fist of Fire"      | ABWH                                              |                  | 3:27    |  |
| 3.  | "Brother of Mine"   | ABWH & Geoff Downes ("Long Lost Brother of Mine") |                  | 10:18   |  |
| 4.  | "Birthright"        |                                                   | ABWH & Max Bacon | 6:02    |  |
| 5.  | "The Meeting"       |                                                   |                  | 4:21    |  |
| 6.  | "Quartet"           | ABWH & Ben Dowling ("She Gives Me Love")          |                  | 9:22    |  |
| 7.  | "Teakbois"          |                                                   |                  | 7:39    |  |
| 8.  | "Order of Universe" | ABWH & Rhett Lawrence ("Rock Gives Courage")      |                  | 9:02    |  |
| 9.  | "Let's Pretend"     | ABWH & Vangelis                                   |                  | 9:22    |  |

## Integrantes
Anderson Bruford Wakeman Howe
- Jon Anderson – produção,vocais
- Bill Bruford – bateria acústica tama  e bateria eletrônica Simmons SDX
- Rick Wakeman – teclados
- Steve Howe – guitarra

Outros músicos
- Tony Levin – baixo, Chapman stick, vocais
- Matt Clifford – teclados, programação, orquestração, vocais
- Milton McDonald – guitarra rítmica
- The Oxford Circus Singers – vocais de apoio
  - Deborah Anderson
  - Tessa Niles
  - Carol Kenyon
  - Frank Dunnery
- J.M.C. Singers – vocais de apoio
  - Jon
  - Matt
  - Chris
- Emerald Isle Community Singers – vocais de apoio

Produção
- Chris Kimsey – produção, engenharia
- Chris Potter – engenharia
- Giles Sampic – engenharia
- Rupert Coulson – assistente de engenharia
- George Cowen – assistente de engenharia
- Steve Orchard – assistente de engenharia
- "Texas" Joe Hammer – percussão programação
- Chris Ranson –
- Michael Barbiero – mixing
- Steve Thompson – mixing
- George Cowan – assistente do mixing
- Bob Ludwig (Masterdisk) – masterização
- Roger Dean – arte da capa, pintura e desenho
- Martyn Dean – consultor